# Felsőpéterfa
Felsőpéterfa (németül Oberpetersdorf, horvátul Gornji Peterštof, gradistyeiül Zgornji Peterštof) Kabold településrésze, egykor önálló község Ausztriában Burgenland tartományban a Felsőpulyai járásban.

## Története
Területén már a történelem előtti időkben is éltek emberek. Ezt bizonyítják a Felsőpéterfa és Szikra között található kőkorszaki halomsírok és egy a Schwarzenbach felé eső határrészén talált kelta település maradványai.
A mai települést 1222-ben II. András király adománylevelében "villa Petri" néven, egy bizonyos Péter gróf falujaként említik először. Az oklevél pontosan körülírja az uradalom határait is. A falu eredetileg feltehetően a besenyő származású Osl nemzetség birtoka volt, amely a nyugati gyepűk védelme fejében kapott jelentős királyi adományokat. A település északi végében lévő magas dombon az Osliak emelhették azt a kisebb várat is, amelynek helyén ma az Árpád-kori templom áll. Feltételezik, hogy a vártorony egy részéből 1200 körül alakították ki a templomot.
A falut 1302-ben 200 dénárért Simon és Mihály Nagymartoni grófok vásárolták meg. Ekkor már Peturnymiti (Péternémeti) volt a helység neve. 1346-ban a szomszédos Mészveremmel együtt a Franknói grófok kaboldi uradalmának része lett.
1445-ben Fraknói Vilmos gróf a kaboldi uradalommal együtt Albert osztrák hercegnek adta zálogba, aki később megvásárolta és általa 1451-ben III. Frigyes német-római császár birtoka lett. 1452-ben a Weißpriach család kapta zálogba. 1529-ben és 1532-ben feldúlta a török. 1564-ben báró Devecseri Csóron Jánosé lett a kaboldi uradalom, majd 1585-ben a birtokot lányai között osztották fel. 1580 körül a falu lakói áttértek az evangélikus hitre. Felsőpéterfának Mészverem községgel volt közös lelkésze. Az első, akit ismerünk a vasvörösvári születésű Horn György. A Csóron család kihalásával 1638-ban Kabold uradalma Ipolykéri Kéry János birtoka lett. 1672-ben fia Kéry Ferenc az uradalom lakóit erőszakkal térítette vissza a katolikus hitre. 1683-ban Felsőpéterfát is feldúlták a Bécs ellen vonuló török hadat kísérő tatárok. 1704-ben az uradalmat Esterházy Pál herceg vásárolta meg és lényegében a mai napig Esterházy birtok maradt. Evangélikus iskolája 1888-ban épült.
Vályi András szerint " Felső Péterfalva. Német falu Sopron Vármegyében, földes Ura H. Eszterházy Uraság, lakosai katolikusok, fekszik Szigrabbnak szomszédságában, Sopronhoz 3 mértföldnyire; hegyes határja két nyomásbéli, rozsot leginkább, búzát, árpát, zabot, és pohánkát is terem, szőleje nints, erdeje van."
Fényes Elek szerint " Felső-Péterfa, Ober-Petersdorf, német falu, Sopron vgyében, Sopronhoz keletre 3 mfd., Ausztria szélén, hegyes vidéken, 365 kath. lak. A majorsági föld mennyisége nem közöltetett; a lakosok birnak 289 h. sovány szántóföldet, 57 hold rétet, 120 h. erdőt. Schwarzbach nevű patakján egy deszkametsző malom van. Birja h. Eszterházy."
Egykor neves fazekasfalu volt, 25 fazekasműhely működött a faluban.
1910-ben 436, túlnyomóan német lakosa volt. A trianoni békeszerződésig Sopron vármegye Soproni járásához tartozott. 1921-ben Ausztria Burgenland tartományának része lett.

## Nevezetességei
A település egyetlen művészettörténeti szempontból jelentős épülete a magaslaton álló, védőfallal övezett Keresztelő Szent János tiszteletére szentelt római katolikus templom. A templom a 12. században épült, ezzel a környék legrégibb temploma. A jellegzetesen román kori templom egyetlen feltűnően széles hajóból áll, egyenes harántfallal, nyugati homlokfalán kis harangtoronnyal. Keleti végéhez a falon látható eredeti félköríves résablak helyzetéből következően utóbb toldották a sekrestyét. Hajóját sík mennyezet fedi, nyugati oldalán két pilléren nyugvó kegyúri karzat készült A főoltár mögötti ablak még eredeti, román stílusú. A főoltáron 18. századi szép Pieta látható. Berendezése az 1700-as évek első feléből származik.

## Külső hivatkozások
- Kabold hivatalos oldala
- Felsőpéterfa temploma a magyar várak honlapján
- A Magyar Nemzet cikke a templomról[halott link]
- Payr Sándor: A Dunántúli Evangélikus Egyházkerület története